# Булган (Умнеговь)
Булган (монг. Булган?, ᠪᠤᠯᠠᠭᠠᠨ?, монг. Булган сум?, ᠪᠤᠯᠠᠭᠠᠨ
ᠰᠤᠮᠤ?) — сомон монгольского аймака Умнеговь (Южно-Гобийского аймака). Центр — посёлок Булган — расположен в 95 км от центра аймака — города Даланзадгад; расстояние до столицы страны Улан-батора — 685 км. Основан в 1952 году. 
Площадь сомона составляет 7 498 кв. км. Наивысшая точка — гора Дунд Сайхан (хребет Гурван сайхан, 2 511 м). В северной части находятся небольшие реки Булган, Хадат, Нарийн, Тугрик, Нуцгэн. Граничит с сомонами Мандал-Овоо, Ханхонгор, Баяндалай, Сэврэй, Богд (аймак Уверхангай). 
Животный мир представлен волками, рысями, лисицами, корсаками, косулями, хорьками и т. д. По данным на 2010 год в сомоне насчитывалось 55 485 голов скота.
Климат резко континентальный. Средняя температура января составляет -18°C, июля — +23°C. Ежегодная норма осадков — 130 мм. 
На территории сомона имеются школа, больница, торгово-культурные центры.
В водной пещере Хөтөл найдены 25-тысячелетние человеческие кости и зубы.